# ピダーセン自動小銃
ピダーセン自動小銃（ピダーセンじどうしょうじゅう、Pedersen rifle）は、20世紀前半にアメリカで開発された半自動小銃である。アメリカ陸軍の次期主力小銃候補として、1920年代末から1930年代初頭にかけて審査を受けたものの、ジョン・ガーランドによる設計案（後のM1ガーランド）に敗れた。

## 開発経緯
20世紀中頃まで、世界各国の軍隊が用いる歩兵用小銃はほとんどがボルトアクションライフルであった。その一方、ボルト操作を必要とせず、連続で弾薬を発射できる自動小銃の開発も盛んに行われていた。
アメリカ陸軍武器省が自動小銃の開発に着手し、スプリングフィールド造兵廠に設計要件の策定を命じたのは1909年のことだが、当時提出された設計案はいずれも十分な性能を期待できるものではなかった。第一次世界大戦では、アメリカを含む各国とも半自動小銃を広く配備することはなかった。半自動小銃自体は戦前から主に民生用市場で普及していたものの、.30-06弾などの軍用小銃弾は非常に強力なため、安定して射撃することが難しいと考えられていたのである。大戦後には、ジョン・ガーランド技師が手掛けた半自動小銃の設計案が注目を集めるようになる。
同時期、軍部は民生市場で流通していた.25レミントン弾などの小口径弾にも関心を寄せていた。.30-06弾などに比べると、こうした銃弾は反動も小さく、連射時の過熱も起こりにくいため、自動小銃に適していると考えられたのである。
こうした中で、レミントン社に務めるジョン・ピダーセン技師は、当局に自ら手掛けた小口径弾.276ピダーセン弾の採用を提案した。ピダーセンはレミントン社にて多数の拳銃や散弾銃の設計・開発に関わっていたほか、ボルトアクションライフルであるM1903小銃を半自動小銃に転用するための機構装置（ピダーセン・デバイス）を考案したことで知られる人物だった。

## ピダーセン自動小銃の登場

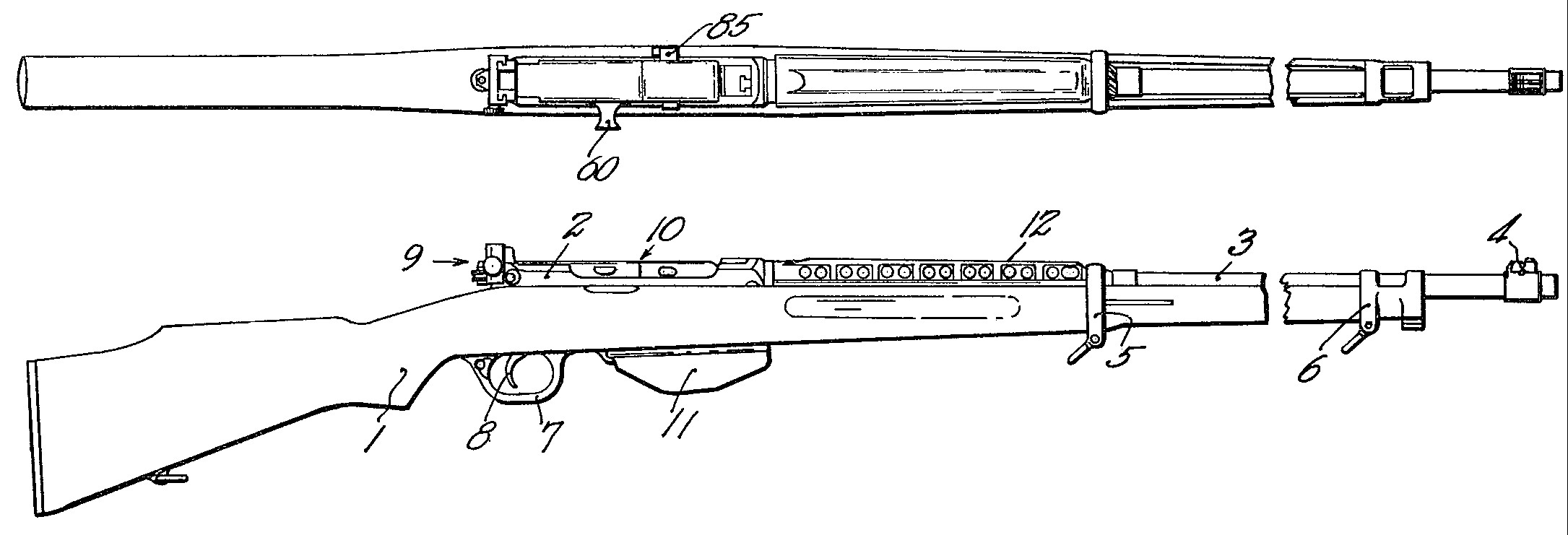
特許申請時に添付された図面

ピダーセンによる自動小銃の開発は1923年から始まった。1925年12月から1926年5月まで行われた武器省による最初の試験で良好な結果を残し、まずは仮名称T1として20丁が調達された。機関部はドイツ製ルガーP08ピストルでも採用されているトグル・アクションによるディレード･ブローバックを採用するなど、T1小銃の設計はガーランド設計案とは大きく異なっていた。
1927年、武器省は標準小銃弾として.276弾を採用する方針を発表した。この際、ガーランドも自らの試作銃を.276弾仕様に再設計している。1929年からの新たな試験では複数の.276口径半自動小銃が提案されたが、最終的にピダーセンが手掛けたT1小銃とガーランドが手掛けたT3小銃の2つに絞り込まれた。その後の選考の結果、T3小銃がより優れた設計と見做され、T1小銃の不採用が決定した。ピダーセンはその後もヨーロッパ諸国などを巡り、自らが手掛けた自動小銃の売り込みを図った。ヴィッカース社が製造を担い、中華民国やポルトガルなどでは性能試験も行われたものの、最終的にいずれの国も制式採用を見送った。
T1小銃の欠点としては、構造上弾薬への潤滑を必須とする点や、10発エンブロック式クリップが片方向からしか装填できない点が挙げられた（ガーランドのものは逆方向でも装填できた）。

## ピダーセン弾
.276ピダーセン弾は、.30-06弾に代わる小口径弾としてピダーセンが設計したもので、1927年には正式にアメリカ軍の標準小銃弾に採用された。ピダーセン自動小銃はこれをエンブロック式クリップで10発まとめて装填した。薬室内での薬莢の張付きが頻発したため、.276口径弾には対策として薄くハードワックスによるコーティングが施されている。これにより幾分かは張付きは防止されたが、弾倉内への弾薬再装填を困難にする上に、弾薬に潤滑剤を塗らないと機関部で薬莢の張付きを起こす可能性があるという機関的欠陥を公に晒すこととなった。この事も結局、後の自動小銃採用選定で影響を与えてしまっている。
採用後、ガーランドの手掛けた小銃も.30-06弾仕様から.276弾仕様へと再設計された。.30-06弾と比べても評判は良好だったが、配備直前になって陸軍参謀総長ダグラス・マッカーサー将軍が難色を示した。1932年の書簡では、既に大量の.30-06弾が備蓄されていることと、小銃弾が小銃以外の火器にも用いられることに触れ、世界情勢が不安定な現時点での小銃弾更新は大きな混乱を招く可能性があると述べている。政府当局の財政上の問題もあり、結局.276弾の採用は撤回され、ガーランド小銃も.30-06弾仕様が改めて採用される運びとなった。

## 日本軍の自動小銃開発
アメリカ陸軍での不採用が決定した後、ピダーセンが売り込みを図った国の1つが大日本帝国であった。当時自動小銃の採用を模索していた日本においては、ピダーセン自動小銃を元にした試製自動小銃甲が設計され、1932年から1936年頃まで試験と改良が重ねられていた。弾倉は10連発のロータリー型に改められている。なお、この自動小銃は正式採用こそされなかったものの、太平洋戦争中には少数が戦地に持ち込まれた。例えば、1945年にフィリピンのミンダナオ島にて、少なくとも1丁の試製自動小銃甲がアメリカ軍によって鹵獲されている。